# Gniew
Gniewⓘ (originalmente Wońsk, mais tarde Gmew, em alemão: Mewe) é uma cidade localizada no norte da Polônia. Pertence à voivodia da Pomerânia, na foz do rio Wierzyca no rio Vístula, no condado de Tczew. É a sede da comuna urbano-rural de Gniew.
Em 1664, pertencia ao estarostado de Gniew, bem como em 1765.
Entre 1954 e 1957, o vilarejo pertenceu à gromada de Szprudowo; depois que a sede da gromada foi transferida, passou a pertencer e a ser a sede das autoridades da gromada de Gniew. Entre 1975 e 1998, a cidade pertenceu administrativamente à voivodia de Gdansk.
Gniew fica no quilômetro 877 do rio Vístula. Estende-se por uma área de 6,0 km², com 6 098 habitantes, segundo o censo de 31 de dezembro de 2024, com uma densidade populacional de 1010,0 hab./km².

## Localização
Gniew fica na bifurcação formada pelo rio Vístula e o rio Wierzyca que deságua nele. Nessa seção, o Vístula deságua no vale Kwidzyn, o qual é a parte final do chamado vale do Vístula Inferior. Territorialmente, Gniew fica na borda de região dos lagos Starogard e Kociewie.
Segundo dados de 31 de dezembro de 2023, a área da cidade era de 6,0 km².

## Toponímia
Gniew foi mencionada pela primeira vez em fontes escritas na primeira metade do século XIII.
No século XIII, a cidade, de acordo com Kazimierz Rymut, era chamada de Gmew ou Gmiew (terra Gymeu, ordinis terram Gymeu cum tota Wansca — 1229, Gimen — 1245, Gymeu — 1279, Gymew — 1279, Gmew — 1282, Gemewe — 1291). Rymut, seguindo Mikołaj Rudnicki, deriva o nome do elemento *gm — elevação — sobre o qual a cidade foi fundada na foz do rio Wierzyca até o Vístula.
Por outro lado, documentos do século XIII referem-se à área com o nome Wańsk (de acordo com Rymut) ou Wońsk (de acordo com Bugajska). Registros preservados de Wansk sive de Gmew e Wansca. O nome Wańsk/Wońsk é derivado do então nome do rio Wania/Wonia (hoje Wierzyca); segundo Bugajska, aparentemente fedorento — malcheiroso.
Os registros de Bugajska datam de 1235 — Gmewam, Gimen, Gymeu, Gimeo, Gymew, Gnyf, Gneva — derivam do verbo “apodrecer” — associado a Wońsk, “cheirar”, de podridão fétida. Nome eslavo nativo.
O nome alemão Mewe vem de Gmewe distorcido, no qual a primeira letra desaparece na pronúncia alemã, semelhante a Gdańsk — Dańsk — Danzig.
Uma gaivota permanece do período alemão no brasão de armas da cidade, provavelmente referindo-se ao nome Mewe.
A partir do século XV, a forma secundária Gniew (Gnyew — 1454, 1503) foi registrada.

## História

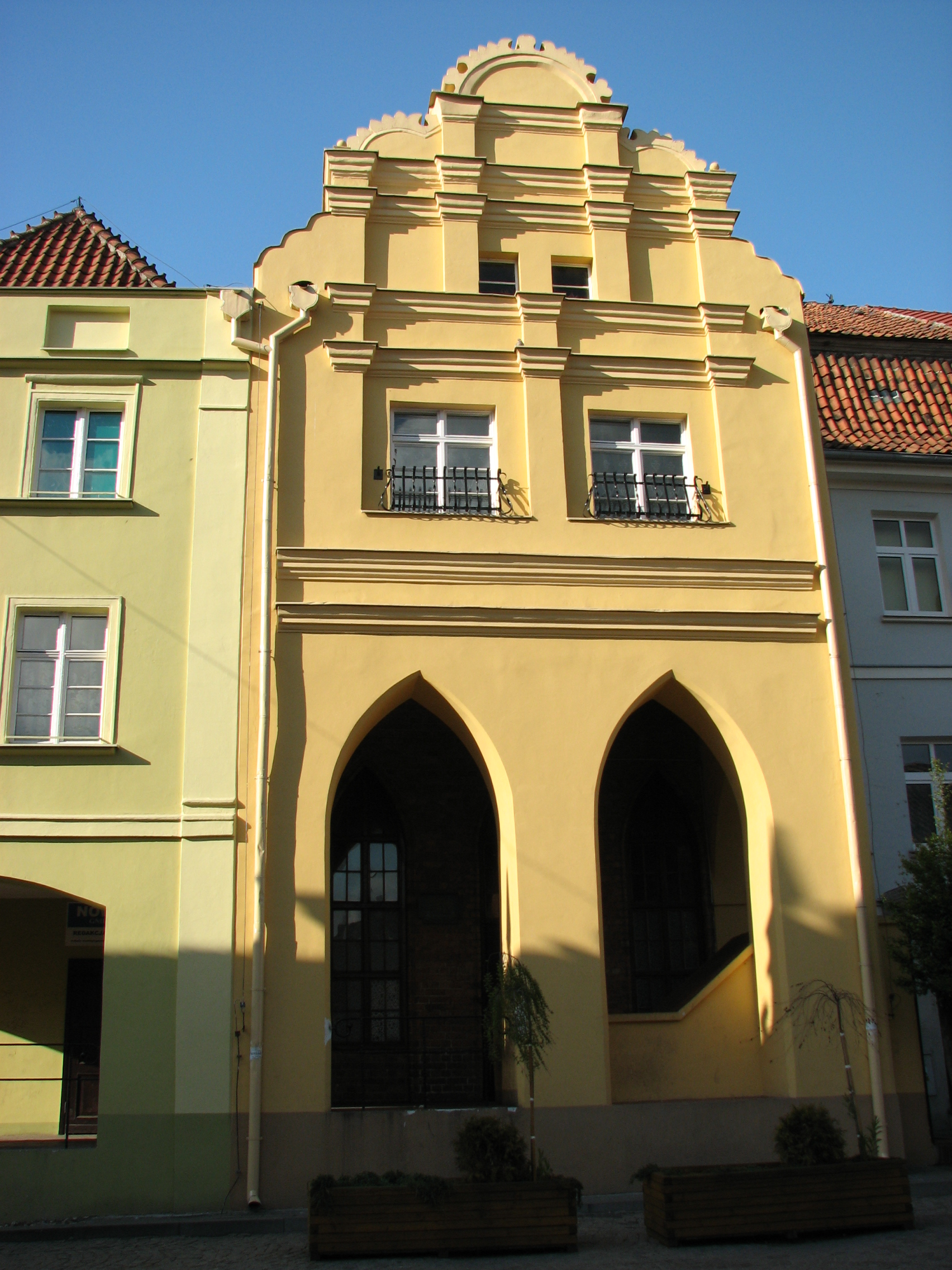
Edifício gótico preservado que abriga uma biblioteca

Os vestígios mais antigos de assentamento datam de 2500 a.C. No início de nossa era, a Rota do Âmbar passava por aqui, e já no século IX havia dois castros.
A partir do século X, a área pertencia ao Estado polano e fazia parte da Pomerânia de Gdansk. Após a divisão do país por Boleslau III, Gniew fazia parte da castelania de Starogard. Mais tarde, essas terras caíram nas mãos dos duques de Świecie e, em 1229 (a primeira menção escrita), foram doadas à abadia cisterciense de Oliwa por Sambor e Świętopełek. Na segunda metade do século XIII. Sambor tomou Gniew dos cistercienses e, em 1276, deu-a aos Cavaleiros Teutônicos em troca de sua ajuda na luta contra Świętopełek. A Ordem, para quem foi a primeira propriedade na margem esquerda do rio Vístula, assumiu finalmente o controle do castro em 1282 e, devido à importante localização estratégica, decidiu construir um castelo aqui. Após construir a fortaleza em 1297, os Cavaleiros Teutônicos, no local de um antigo assentamento eslavo existente ao redor da igreja paroquial, fundaram a cidade sob a lei de Chelmno e iniciaram uma campanha de assentamento. A partir de dezembro de 1306 e da homenagem dos duques da Pomerânia em Byszewo, as terras onde Gniew estava situada faziam parte do território controlado por Vladislau, o Breve, até que a Ordem Teutônica conquistou a Pomerânia de Gdansk pela força em 1308–1309.

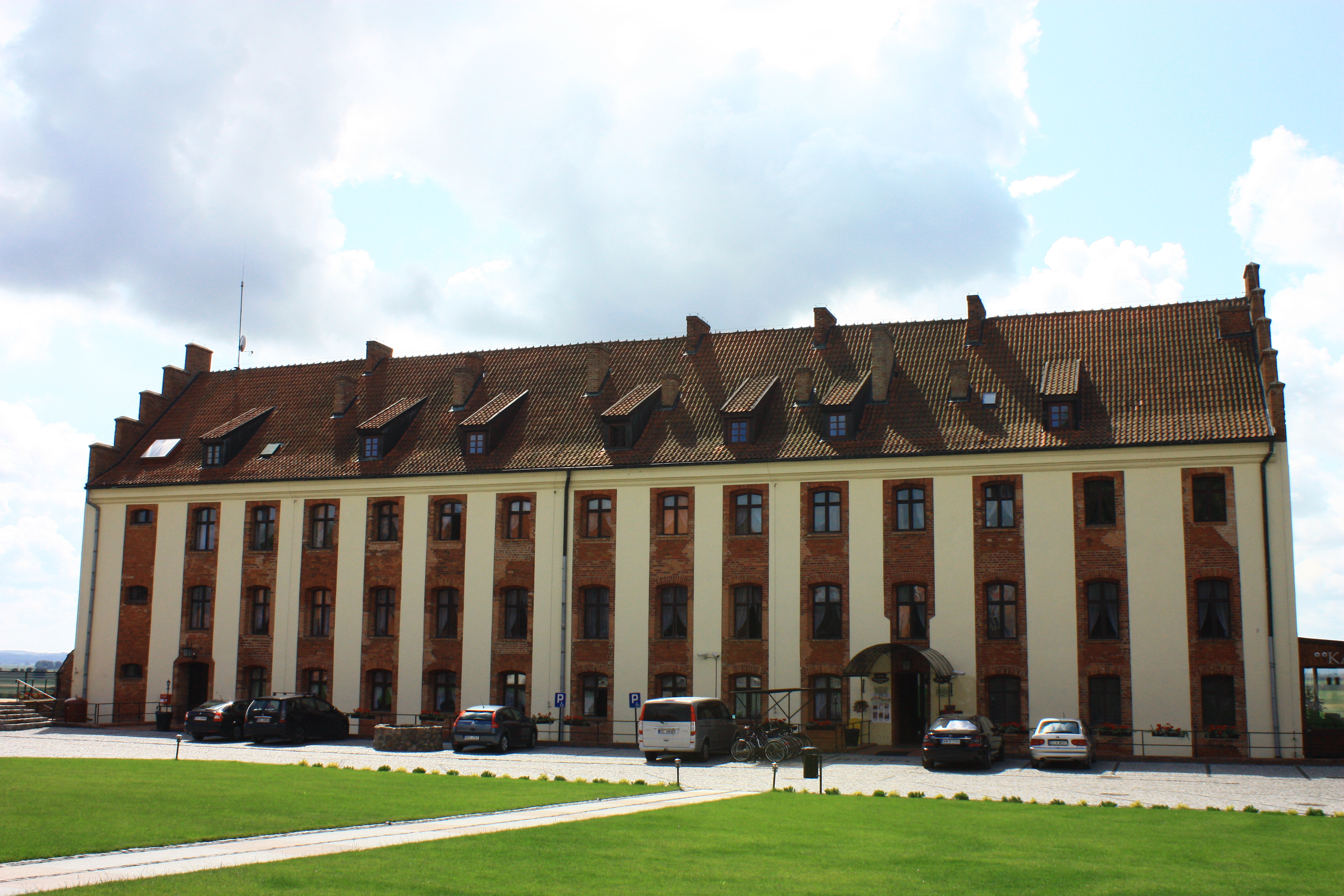
Palácio de Marysienka, século XVII

A cidade mudou de mãos várias vezes entre 1410 e 1466, juntou-se à Confederação Prussiana em 1440 e, após a Paz de Toruń, tornou-se parte do Estado polonês até a Primeira Partição. Em 1464, o castelo foi capturado pelo exército polonês liderado por Piotr Dunin. O estarosta real, nos anos de 1464 a 1466, tornou-se rotmistrz Tomko de Mlodkow. Nos anos de 1466 a 1472, o estarosta de Gniew era Jakub Kostka, brasão de armas Dąbrowa, filho de Nawoj Kostka de Rostkowo. O exercício dessa função é confirmado pela permissão concedida pelo rei Casimiro IV Jagelão a Paweł Jasieński para comprar as propriedades em Żuławy e o estarostado de Gniew. Depois dele, o estarosta foi Fabian Mgowski, de dezembro de 1472 a março de 1483, e de 1483 a 1503 o estarosta foi Sebastian Mgowski.
De 1565 a 1572, o estarosta de Gniew foi Achacy Czema (filho) (Cema, von Zehmen), com seu próprio brasão — voivoda da Pomerânia a partir de 1566. De 1623 a 1667, o estarosta de Gniew foi o duque Albrycht Stanisław Radziwiłł, Grande Chanceler da Lituânia. Depois dele, a partir de 16 de março de 1667, o estarosta de Gniew foi João Sobieski, mais tarde rei da Polônia, que construiu aqui, entre outras coisas, o Palácio de Marysieńka para sua esposa Maria Casimira. O próximo estarosta de Gniew, depois da família Sobieski, de 1699 a 1724, foi Michał Zdzisław Zamoyski, filho de Marcin.
Em 1626, durante a Segunda Guerra polaco-sueca, houve um confronto perto de Gniew entre as forças da Comunidade Polaco-Lituana e da Suécia. A batalha contra o exército de Gustavo Adolfo permaneceu inconclusiva.

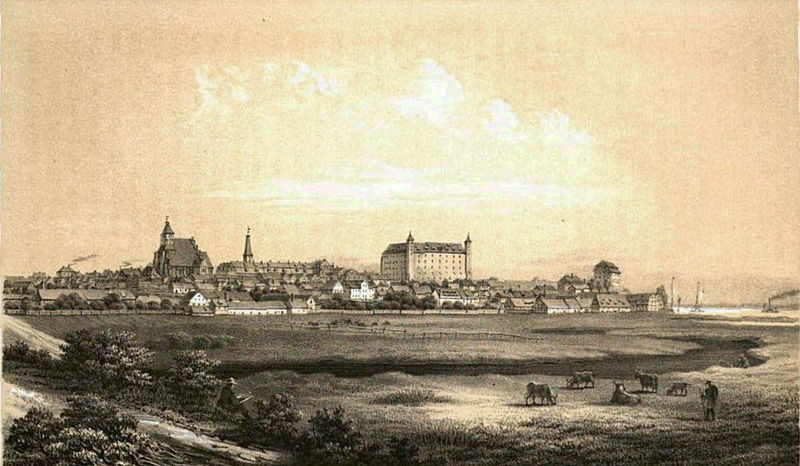
Gniew, 1855

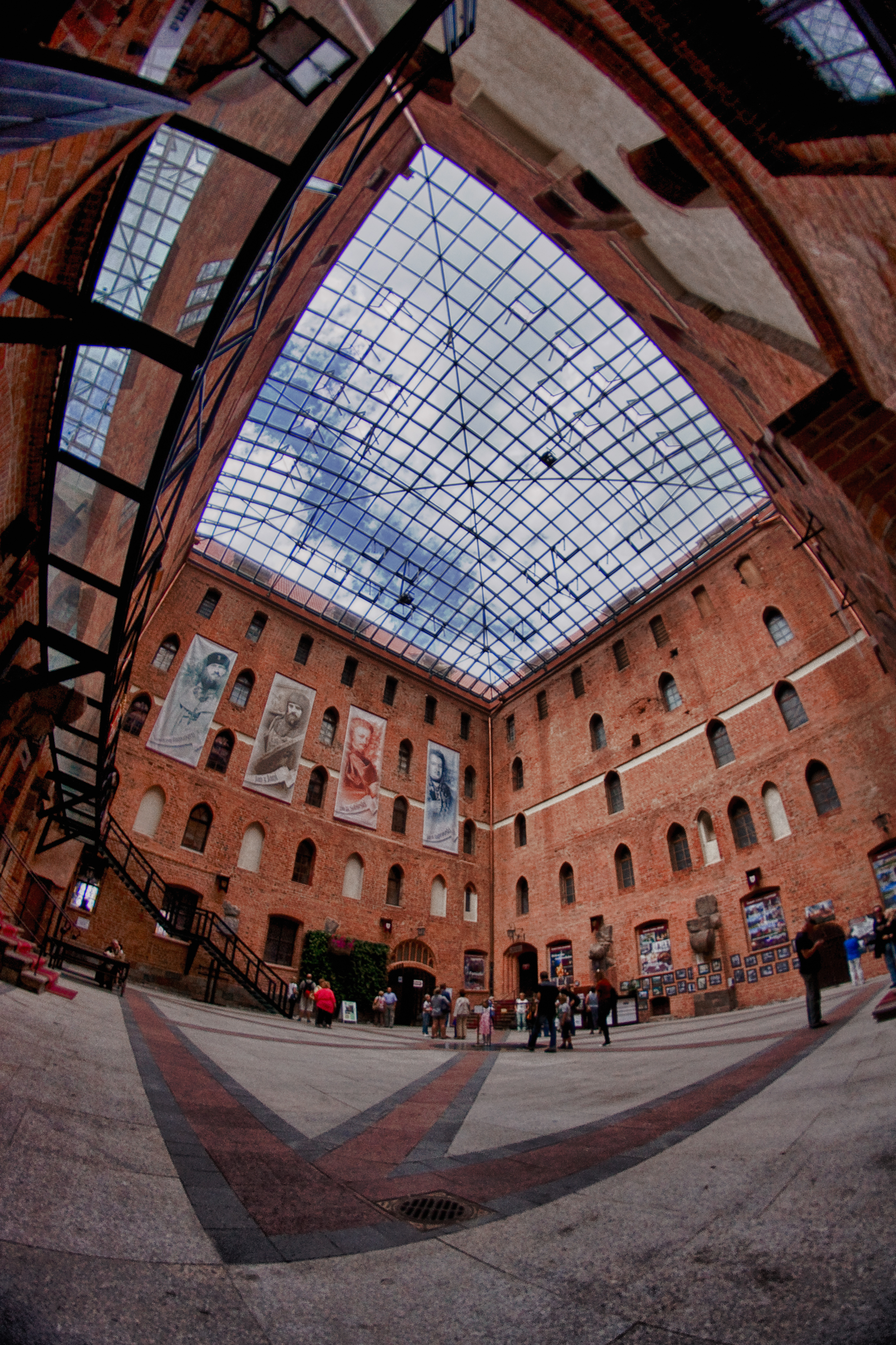
Pátio do castelo

A cidade entrou em declínio no contexto da crise econômica e política geral da Comunidade Polonesa-Lituana nos séculos XVII e XVIII; em 1678 e 1708, a cidade foi atingida por uma peste que dizimou a população. Quando, como resultado da Primeira Partição da Polônia em 1772, Gniew foi incorporada à Prússia, ela tinha apenas 850 habitantes. Em 1807, as tropas polonesas do general Jan Henryk Dąbrowski, em direção a Gdansk, passaram pela cidade. Entre 1818 e 1823, uma igreja evangélica foi erguida na praça do mercado (Praça Grunwald). Ela foi projetada por Karl Friedrich Schinkel e a construção foi supervisionada por Salomo Sachs.
Em 1905, Gniew tinha uma população de 4 033 habitantes, dos quais quase 43% eram alemães. Em 1919, o Conselho do Povo Polonês assumiu o poder na cidade, sendo esse o período da chamada República de Gniew. Segundo o Tratado de Versalhes, Gniew retornou à Polônia em 1920 e tornou-se a sede do condado de Gniew. Em 1921, um grande incêndio devastou o interior do castelo. A partir de 1929, um jornal diário “Dziennik Gniewski” foi publicado na cidade por Książnica Gniewska.
O comissariado da Alfândega de Gniew tinha sua sede na cidade.
Durante a Segunda Guerra Mundial, os nazistas montaram um campo de concentração no castelo para a população polonesa deslocada à força de Tczew e arredores. Perto do fim da guerra, os alemães defenderam ferozmente a cidade para cobrir a rota de retirada de Tczew e Gdansk. A captura final da cidade pelas tropas do 108.º Corpo de Fuzileiros do 2,º Exército de Assalto da Segunda Frente Bielorrussa ocorreu em 7 de março de 1945.
A Segunda Guerra Mundial pôs fim à coexistência de séculos entre as populações polonesa e alemã na cidade. A Fábrica de Submontagem de Rádio de Gniew foi fundada. Em 1957, a igreja evangélica foi demolida.

## Demografia
Conforme os dados do Escritório Central de Estatística da Polônia (GUS) de 31 de dezembro de 2024, Gniew é uma cidade pequena com uma população de 6 098 habitantes (30.º lugar na voivodia da Pomerânia e 508.º na Polônia), tem uma área de 6,0 km² (32.º lugar na voivodia da Pomerânia e 810.º lugar na Polônia) e uma densidade populacional de 1 010 hab./km² (24.º lugar na voivodia da Pomerânia e 303.º lugar na Polônia). Entre 2002–2024, o número de habitantes diminuiu 12,0%.
Os habitantes de Gniew constituem cerca de 5,50% da população do condado de Tczew, constituindo 0,26% da população da voivodia da Pomerânia.
| Descrição                         | Total      | Total   | Mulheres   | Mulheres | Homens     | Homens  |
| --------------------------------- | ---------- | ------- | ---------- | -------- | ---------- | ------- |
| unidade                           | habitantes | %       | habitantes | %        | habitantes | %       |
| população                         | 6 098      | 100     | 3 174      | 52,0     | 2 924      | 48,0    |
| área                              | 6,0 km²    | 6,0 km² | 6,0 km²    | 6,0 km²  | 6,0 km²    | 6,0 km² |
| densidade populacional (hab./km²) | 1 010      | 1 010   | 525,2      | 525,2    | 484,8      | 484,8   |

## Monumentos históricos

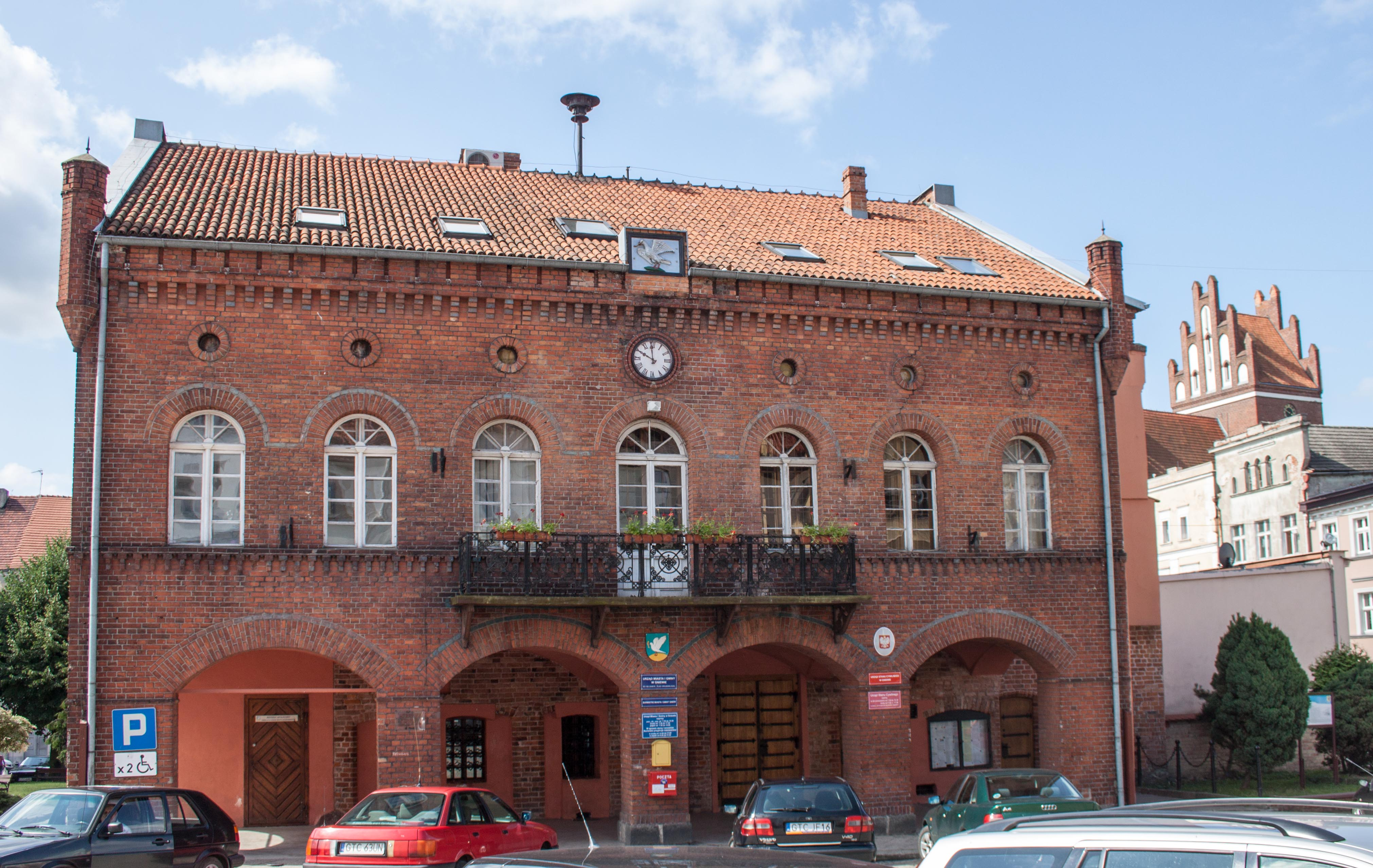
Prefeitura

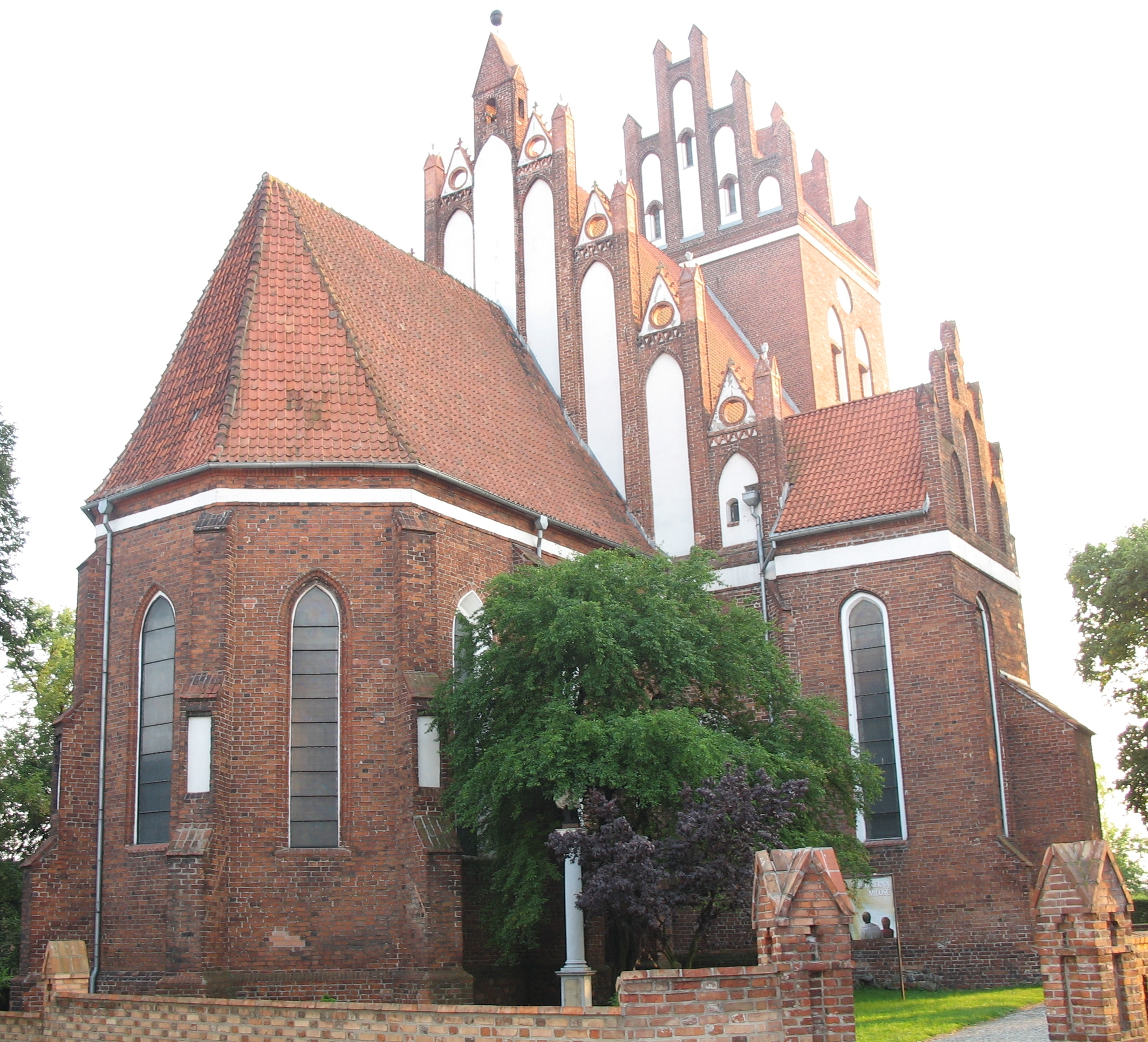
Igreja de São Nicolau

- Castelo teutônico do final do século XIII
- Palácio de Marysieńka, construído por João Sobieski, ex-estarosta de Gniew, para sua esposa Maria Casimira em 1679, foi construído no complexo do castelo, com um lado voltado para o castelo e o outro para o rio Vístula. Destruído por um deslizamento de terra e reconstruído sobre as fundações de dois edifícios externos, tem características neogóticas e hoje abriga um hotel. Ao lado do antigo palácio ficava o pavilhão de caça dos Sobieskis, destruído com o palácio.[12]
- O centro histórico tem uma disposição espacial medieval bem preservada, com ruas em xadrez e uma praça central de mercado (Praça Grunwaldzki). Predominam os prédios baixos, com sobrados que datam do século XV ao XIX. No meio da praça fica a prefeitura gótica, com prédios no andar térreo que datam dos séculos XIII e XIV, e que ainda hoje desempenha sua função.
- A igreja paroquial gótica de São Nicolau, localizada no canto sudoeste da praça, foi construída no século XIV e reconstruída no século XIX.
- Vestígios das muralhas da cidade e do complexo do castelo.

## Educação
- Jardim de infância
- Escola primária n.º 1, Jan III Sobieski, rua Gdańska, 16[20]
- Escola primária n.º 2, general Józef Haller, rua 27 Stycznia, 19[21]
- Complexo da escola secundária Henryk Mross, rua Jana Sobieskiego, 11[22]

## Economia
Gniew é o lar de, entre outros:
- Kongsberg Maritime CM Sp. z o.o. (anteriormente Zakład Mechanizmów Okrętowych “Fama”, mais tarde Rolls-Royce Poland), rua Kopernika 1 − opera no setor fabricação de equipamentos para manuseio de materiais.[23]
- Saint-Gobain Construction Products Poland, WEBER Zakład Produkcyjny Gniew (fábrica de argila expandida)[24]
- FAMA Sp. z o.o. (fabricante de equipamentos para as indústrias terrestre, marítima e de mineração), rua Przemyslowa, 1[25]

## Transporte
Em 2013, foi inaugurado um local de pouso de helicópteros no Castelo de Gniew, próximo ao Castelo Teutônico, em direção ao Rio Vístula. Nos limites administrativos, passa a estrada nacional n.º 91 e as estradas provinciais: n.º 219, n.º 234, n.º 261 e n.º 518.

## Política e administração

### Governo local
Gniew é a sede da comuna urbano-rural, que inclui a cidade e os vilarejos vizinhos. Há 15 conselheiros no Conselho Municipal de Gniew.

## Comunidades religiosas
- Igreja Católica de Rito Latino
  - Paróquia de São Nicolau, rua Kursikowskiego, 4[27]
- Testemunhas de Jeová
  - Igreja, Salão do Reino